# Le Travailleur Catalan
Le Travailleur Catalan, també conegut familiarment com el TC ("el tecé") és un diari setmanal d'esquerres publicat a la Catalunya Nord. El diari va néixer l'any 1936, impulsat per la federació catalana a França del Partit Comunista. El TC no es considera a si mateix només comunista sinó també ecologista i obert a totes les altres formes de contestació al capitalisme. Té lligams amb el diari francès L'Humanité.
Entre els seus objectius estan donar a conèixer les confrontacions que agiten el moviment social i mostrar les seves perspectives i contradiccions, així com fer conèixer les alternatives de transformació social al país i debatre el projecte comunista i d'altres projectes similars o germans, respectant les diferents identitats de cadascú i confrontant les visons comunes i les diferències.
Aquest diari s'ha publicat des de 1936 fins avui dia, amb una primera interrupció als anys 1938-1940; durant el govern d'Édouard Daladier, pertanyent al centrista Partit Republicà Radical i Radical-Socialista; i una segona a 1940-1944, durant el Govern de Vichy, l'època a la qual França va estar ocupada pels feixistes alemanys i Le Travailleur Catalan fou prohibit.

## Festa del Treballador Català
La federació nord-catalana dels comunistes francesos participa cada setembre a la Fête de L'Humanité per recolzar aquest diari. A més, el diari Le Travailleur Catalan participa també una festa similar, la Fête du Travailleur Catalan (Festa del Treballador Català), que es realitza també durant tres dies, entre juny i juliol, al Bocal del Tec (a prop d'Argelers), que pretén reunir les persones i entitats d'esquerres en una fira amb parades d'informació i intercanvi però en un ambient festiu, amb vendes de productes locals, records diversos, menjar, beure, etc. i sobretot coneguda pels seus concerts. L'any 2009 s'ha fet la 75a edició de la festa.